# 1780-е годы
1780-е (ты́сяча семьсо́т восьмидеся́тые) го́ды по григорианскому календарю — промежуток времени с 1 января 1780 года по 31 декабря 1789 года, включающий 1780 год 8-го десятилетия   и с 1781 по 1789 годы    9-го десятилетия XVIII века 2-го тысячелетия.  Они закончились 236 лет назад.

## Важнейшие события
- Война за независимость США (1775—1783)[1]. Парижский мир (1783). Северо-западная индейская война (1785—1795). Восстание Шейса (1786—1787). Конституция США (1787).
  - Первый вооружённый нейтралитет (1780—1783). Четвёртая англо-голландская война (1780—1784). Большая осада Гибралтара (1779—1783).
- Антикатолические массовые беспорядки в Лондоне (1780)[2][3]. Торговый договор между Англией и Францией (1786; Traité Eden-Rayneval).
- Великий ураган 1780 года. Извержение вулканов Лаки и Асама (1783).
- Восстание под руководством Тупака Амару в Перу (1780—1782; Rebellion of Túpac Amaru II).
- Отмена крепостного права в Священной Римской империи (1781) и Франции (1789).
- Великий голод в Японии (1782—1788; Great Tenmei famine). Голод в Индии (1783—1784; Chalisa famine).
- Королевство Раттанакосин (1782—1932).
- Присоединение Крыма к Российской империи (1783). Протекторат над Грузией (1783; Георгиевский трактат). Жалованная грамота дворянству и городам (1785).
- Русско-турецкая война (1787—1792). Австро-турецкая война (1787—1791). Штурм Очакова (1788).
- Русско-шведская война (1788—1790).
- Первое европейское поселение в Австралии (1788; Сидней).
- Великая французская революция (1789—1794/1799). Взятие Бастилии (1789).

## Культура
- «Энциклопедия, или Толковый словарь наук, искусств и ремёсел» (1751—1780; Дени Дидро).
- Филанджери, Гаэтано (1753—1788). «Наука о законодательстве» (1780).
- Шиллер, Фридрих (1759—1805), поэт. «Разбойники» (1781).
- Кант, Иммануил (1724—1804), философ. «Критика чистого разума» (1781).
- Полное собрание книг по четырём разделам в Китае (1782).
- Фонвизин, Денис Иванович (1745—1792), писатель. «Недоросль» (1782).
- Бёрнс, Роберт (1759—1796), поэт. «Стихотворения преимущественно на шотландском диалекте» (1786).
- Моцарт, Вольфганг Амадей (1756—1791), композитор. «Свадьба Фигаро» (1786).
- «Истории барона Мюнхгаузена» (1780-е; Распе; Бюргер).
- Промышленная революция
  - Первый чугунный мост введён в эксплуатацию (1781).
  - Первый полёт на воздушном шаре (1783).
  - Получение железа методом пудлингования (1784; Корт, Генри).
  - Молотилка (1786; Andrew Meikle).